# إيفلين هامان
إيفلين هامان (بالألمانية: Evelyn Hamann) (و. 1942 – 2007 م) هي ممثلة تلفزيونية، وممثلة صوت، وممثلة أفلام ألمانية، ولدت في هامبورغ، توفيت في هامبورغ، عن عمر يناهز 65 عاماً، بسبب لمفوما.

## التعليم
تعلمت في جامعة هامبورغ للموسيقى والمسرح ‏.

## جوائز
حصلت على جوائز منها:
- نيشان استحقاق صليب الضباط لجمهورية ألمانيا الاتحادية (1993).

## وصلات خارجية
- إيفلين هامان على موقع IMDb (الإنجليزية)
- إيفلين هامان على موقع مونزينجر (الألمانية)
- إيفلين هامان على موقع ألو سيني (الفرنسية)
- إيفلين هامان على موقع ميوزك برينز (الإنجليزية)
- إيفلين هامان على موقع أول موفي (الإنجليزية)
- إيفلين هامان على موقع ديسكوغز (الإنجليزية)
- إيفلين هامان على موقع قاعدة بيانات الفيلم (الإنجليزية)
- إيفلين هامان على موقع كينوبويسك (الروسية)